# Иустин (Пырву)
Архимандрит Иустин (рум. Arhimandrit Iustin, в миру Иосиф Пырву, рум. Iosif Pârvu; 10 февраля 1919, Нямц — 16 июня 2013, Нямц) — священнослужитель Румынской православной церкви, архимандрит; настоятель монастыря Петру Водэ (1990—2006); один из самых известных румынских старцев и духовников.

## Биография
Родился 10 февраля 1919 года в жудце Нямц в Румынии. В 1936 году поступил в братию монастыря Дурэу, а позднее учился в семинарии при монастыря Черника и в богословских школах городов Рымнику-Вылча и Роман.
В 1940 году принял монашеский постриг с именем Иустин и в 1941 году был рукоположен в иеромонаха.
После окончания Второй мировой войны продолжил обучение в Романской семинарии, которую окончил в 1948 году. В том же году был арестован властями коммунистической Румынии и приговорен к 12 годам заключения «за политические взгляды». Срок отбывал в тюрьмах, городов Сучава, Вэкэрешть, Жилава, Герла, Периправа и Аюд. В 1960 году по окончании срока заключения, был приговорён ещё к четырём годам тюрьмы за отказ отречься от православной веры. Вышел на свободу в 1964 году, после чего трудился рабочим в лесничестве.
В 1966 году был принят в братство Секульского монастыря и в течение восьми лет нёс послушание духовника. Затем в 1974 году был переведен в монастырь Бистрица под домашний арест без права покидать обитель, где находился до свержения коммунистического режима в 1989 году. В 1976 году иеромонаху Иустину было разрешено посетить Святую Гору Афон.
После падения коммунистического режима иеромонах Иустин вернулся в монастырь Секу с желанием посвятить остаток жизни молитве в отшельничестве, однако вскоре был направлен в село Петру Водэ Нямецкого уезда, где основал монастырь во имя архангелов Михаила и Гавриила, посвященный румынским мученикам, пострадавшим в коммунистических тюрьмах.
Вблизи обители иеромонахом Иустином был основал женский скит, преобразованный позднее в монастырь Пресвятой Богородицы. Были также открыты: приют для престарелых, детский дом и больница, составившие впоследствии благотворительный комплекс «Петру Водэ».
В 2003 году иеромонахом Иустином был основан журнал «Голос монахов» (рум. Glasul Monahilor), а в 2008 году по его благословению начал выходить журнал «Позиции» (рум. Atitudini). Как духовник, старец руководил духовной жизнью нескольких скитов.
В 2006 году настоятелем монастыря Петру Водэ был назначен иеромонах Лаврентий (Карп Лучиан), а иеромонах Иустин стал главным духовником обители. В 2008 году он был возведен в сан архимандрита и пользовался известностью во всей Румынии.
В конце марта 2013 года заболел раком желудка и 16 июня 2013 года скончался.